# Hierba mala: una historia del rock en Cuba
Hierba Mala: una historia del rock en Cuba es un libro escrito por Humberto Manduley, publicado inicialmente en 2013 bajo el sello independiente Nialanai y posteriormente reeditado en 2015 por Ediciones La Luz en Cuba.
Es un ensayo histórico y cronológico que documenta la evolución del rock en Cuba desde su llegada en 1956 hasta 2012. El libro examina cómo este género musical, a menudo marginado y censurado, logró desarrollarse y consolidarse en la isla. Manduley ofrece una visión integral del fenómeno, abordando tanto los aspectos musicales como los contextos sociales y culturales que lo rodean.

## Contenido
- Una cronología detallada del rock en Cuba, dividida por décadas.
- Análisis de la relación entre el rock y otros movimientos culturales, como la nueva trova y las tribus urbanas (hippies, frikys).
- Reflexiones sobre la censura y la marginalización del rock por parte de las instituciones oficiales.
- Testimonios y opiniones de músicos, promotores y otros actores clave de la escena.
- Fotografías inéditas que enriquecen la narrativa visual del libro.

## Importancia
Hierba Mala es considerado un texto fundamental para comprender la historia del rock en Cuba. Su autor, Humberto Manduley, ha sido un referente en la documentación y análisis de la escena underground en Cuba, especialmente en lo que respecta al impacto del rock y el metal en la juventud cubana durante las décadas de los 80 y 90. El libro no solo ofrece una narrativa detallada de los eventos, sino que también proporciona una reflexión crítica sobre cómo el rock ha sido una forma de resistencia cultural en la isla.